# Juan Orlando Hernández
Juan Orlando Hernández Alvarado, também conhecido como JOH (Gracias, 28 de outubro de 1968) é um advogado hondurenho e 55º Presidente de Honduras. Governou seu país de 27 de janeiro de 2014 a 27 de janeiro de 2022.
Em 14 de fevereiro de 2022, o governo dos EUA solicitou a extradição de Hernández para aquele país por crimes de tráfico de drogas. Um dia depois, Hernández foi preso em sua casa depois de uma forte mobilização policial, e foi mantido sob custódia em uma unidade especial da Polícia Nacional. A extradição de Hernandez foi ratificada em 28 de março e ocorreu em 21 de abril. Seu julgamento está previsto para janeiro de 2023.

## Presidência
A sua presidência foi marcada por um aumento da influência das organizações evangélicas conservadoras e do Opus Dei nas decisões governamentais. A oração obrigatória no início do dia foi instituída nas escolas e em certas instituições, tais como a polícia e o exército. No início de 2021, a proibição total do aborto e do casamento entre pessoas do mesmo sexo foi consagrada na Constituição, tornando muito difícil alterar a lei mais tarde.

### Reeleição em 2017
Embora Hernández no começo tenha se considerado antirreeleições, tendo inclusive participado da remoção do presidente Manuel Zelaya através do Golpe de estado em 2009 pelo motivo deste tentar alterar a constituição do país para permitir reeleições, acabou mudando de ideia pressionando a suprema corte do país para ser candidato a reeleição, sendo reeleito em 2017 após uma votação considerada fraudulenta pela oposição e pelos observadores internacionais. O governo declarou o estado de emergência. Cerca de 30 manifestantes foram mortos e mais de 800 presos. Segundo as Nações Unidas e a Comissão Interamericana de Direitos Humanos, "muitos deles foram transferidos para instalações militares, onde foram brutalmente espancados, insultados e às vezes torturados".